# (1682) Karel
(1682) Karel – planetoida z pasa głównego asteroid okrążająca Słońce w ciągu 3 lat i 128 dni w średniej odległości 2,24 au. Została odkryta 2 sierpnia 1949 roku w Landessternwarte Heidelberg-Königstuhl w Heidelbergu przez Karla Reinmutha. Nazwa planetoidy pochodzi od imienia syna Cornelisa van Houtena i Ingrid Groeneveld. Przed nadaniem nazwy planetoida nosiła oznaczenie tymczasowe
(1682) 1949 PH.